# Valamir
Valamir (en gotique 𐍅𐌰𐌻𐌰𐌼𐌴𐍂𐍃/Walamers) (~420 – ~465) fut un roi des Ostrogoths, de la dynastie des Amales, dans l'ancien pays de Pannonie de 447 à sa mort. Durant son règne, il combattit aux côtés des Huns contre l'Empire romain, puis après la mort d'Attila, il se retourna contre les Huns afin de recouvrer l'indépendance du royaume Ostrogoth.
Valamir était le fils de Vandalarius et cousin du roi Thorismond. Vassal sous la suzeraineté des Huns, Valamir participa aux raids d'Attila dans les provinces du Danube en 447 et commanda le contingent Ostrogoth de l'armée d'Attila à la Bataille des champs Catalauniques en 451. Avec la mort d'Attila en 453, Valamir devint le chef des Goths installés en Pannonie. Il s'ensuivit une lutte pour l'indépendance contre les Huns, de 456 à 457, où il défit et mit en déroute les fils d'Attila.
Une dispute concernant le tribut annuel incita Valamir à mener les Goths contre les Romains d'Orient à Constantinople de 459 à 462, lorsque l'empereur byzantin Léon Ier accepta de payer aux Goths un subside annuel en or. Durant une bataille contre les Skires, Valamir fut éjecté de son cheval et tué.

## Sources
- (en) A. H. M. Jones et J. R. Martindale, The Prosopography of the Later Roman Empire, Vol II (AD 395–527) (1971–1980).